# Chromatomyia montana
Chromatomyia montana är en tvåvingeart som beskrevs av Spencer 1981. Chromatomyia montana ingår i släktet Chromatomyia och familjen minerarflugor.
Artens utbredningsområde är Kalifornien. Inga underarter finns listade i Catalogue of Life.